# Rekyl (musikgrupp)
Rekyl var ett rockband inom proggrörelsen från Luleå. 

Medlemmar var Dan Bergman, Björn Sjöö, Morgan Andersson, Rolf Hedberg och Urban Nilsson (senare även Krister Ödberg). Bandet hann släppa fyra album (de tre första utgavs på skivbolaget Manifest i Luleå, varefter bandet övergick till det kommersiella bolaget Frituna). Rekyl upplöstes 1985 men har senare återförenats för nya framträdanden.

## Diskografi
Studioalbum
- 1976 – Rekyl (Manifest MAN 007)
- 1978 – I himlen är det för sent (Manifest MAN 015)
- 1980 – Vi blir aldrig Som ni vill (Manifest MAN 019)
- 1983 – Levande i Luleå (Frituna FRLP-184)

Singlar
- 1980 – "En förlorad generation" / "Säg ja till havet" (Manifest MES 5)
- 1982 – "En annan dag" / "Stilla dagar i Lule" / "Ta mej ut" (Frituna FR-1132)
- 1984 – "Please, Mr. Lennon" / "Bluesen" (Frituna FR-1153)

Samlingar (div. artister)
- 1978 – Norrbottensplattan 2 (Manifest MEP 3)
- 1980 – Tonkraft 1977-78 (Tonkraft TLP5-6)